# Estação Beekkant
Beekkant é uma estação das linhas 1, 2, 5, e 6  (antigas linhas 1A e 1B) do Metro de Bruxelas.